# Cosmoconus meridionator
Cosmoconus meridionator là một loài tò vò trong họ Ichneumonidae.